# CIII-DT
CIII-DT (mieux connu sous le nom de Global Toronto) est une station de télévision ontarienne de langue anglaise située à Toronto, détenue par Corus Entertainment à la tête du réseau Global.

## Histoire

Logo sous le nom de « Global Ontario »

## Antennes
| Station    | Ville de licence          | Canal    | Canal virtuel | PAR     | HAAT    | Coordonnées du transmetteur  |
| ---------- | ------------------------- | -------- | ------------- | ------- | ------- | ---------------------------- |
| CIII-DT    | Paris                     | 23 (UHF) | 6.1           | 97 kW   | 272 m   | 43° 15′ 41″ N, 80° 26′ 41″ O |
| CIII-DT-2  | Kingston via CKWS-DT (en) | 11 (VHF) | 2.1           | 9,4 kW  | 312,5 m | 44° 09′ 59″ N, 76° 25′ 28″ O |
| CIII-DT-4  | Owen Sound                | 26 (UHF) | 4.1           | 192 kW  | 132 m   | 44° 26′ 45″ N, 80° 59′ 59″ O |
| CIII-DT-6  | Ottawa                    | 14 (UHF) | 6.1           | 145 kW  | 261,3 m | 45° 30′ 09″ N, 75° 50′ 59″ O |
| CIII-DT-7  | Midland                   | 7 (VHF)  | 7.1           | 6,75 kW | 346,7 m | 44° 58′ 14″ N, 79° 46′ 57″ O |
| CIII-DT-12 | Sault Ste. Marie          | 15 (UHF) | 12.1          | 6 kW    | 132 m   | 46° 35′ 50″ N, 84° 16′ 53″ O |
| CIII-DT-13 | Timmins                   | 13 (VHF) | 13.1          | 30 kW   | 175 m   | 48° 28′ 12″ N, 81° 17′ 49″ O |
| CIII-DT-22 | Stevenson                 | 33 (UHF) | 22.1          | 36 kW   | 110 m   | 42° 03′ 41″ N, 82° 29′ 05″ O |
| CIII-DT-27 | Peterborough              | 27 (UHF) | 27.1          | 275 kW  | 276,6 m | 44° 04′ 14″ N, 78° 08′ 35″ O |
| CIII-DT-29 | Sarnia-Oil Springs        | 35 (UHF) | 29.1          | 208 kW  | 194 m   | 42° 43′ 21″ N, 82° 09′ 59″ O |
| CIII-DT-41 | Toronto                   | 17 (UHF) | 41.1          | 59,8 kW | 506 m   | 43° 38′ 33″ N, 79° 23′ 14″ O |
| CFGC-DT    | Sudbury                   | 11 (VHF) | 11.1          | 11,7 kW | 141,5 m | 46° 30′ 19″ N, 80° 57′ 33″ O |
| CFGC-DT-2  | North Bay                 | 15 (UHF) | 2.1           | 16,8 kW | 92,8 m  | 46° 18′ 10″ N, 79° 24′ 39″ O |

### Télévision numérique terrestre et télévision numérique
| Chaîne | Format | Aspect | Programmation                             |
| ------ | ------ | ------ | ----------------------------------------- |
| x.1    | 1080i  | 16:9   | Programmation principale CIII / Global HD |

Le réseau Global a commencé à diffuser la programmation de Global Toronto en haute définition au mois d'octobre 2004 exclusivement par câble et satellite, et était la station HD distribuée sur le câble au Québec jusqu'au lancement de la version HD de Global Montréal en août 2011. CIII-DT a commencé à diffuser par antenne en mode numérique à Toronto le 18 avril 2008 au canal 65 à partir de la Tour CN.
Après l'arrêt de la télévision analogique et la conversion au numérique qui a lieu le 31 août 2011, les émetteurs de Toronto, Ottawa, Midland (qui dessert Barrie) et Paris ont arrêté d'émettre en analogique le 1er septembre à minuit, et l'émetteur de Toronto s'est déplacé au canal 41.
CIII-TV-22 Stevenson (qui dessert Windsor et Chatham) a été converti au numérique le 8 août 2011 mais de faible puissance.
CIII-TV-55 Fort Erie devait évacuer le canal 55 pour le 31 août. Global a décidé de fermer l'émetteur puisque le signal numérique de Toronto rejoint ce secteur.
Global a planifié convertir ses autres émetteurs au numérique jusqu'en 2016.
Le 10 avril 2012, Shaw Media a déposé une demande afin de déménager CIII-DT-6 (Ottawa) du canal 6 au canal 14 et en augmentant la puissance à 145 kW, pouvant créer de l'interférence aux stations WUTV (en) (Fox Buffalo) et WPTZ (NBC Plattsburgh) dans les secteurs situés près de la tour de transmission. Le changement a eu lieu en août 2013.